# 迪亚特·格劳
迪亚特·格劳（1913年4月24日—2014年12月17日），是一名火箭科学家、沃纳·冯·布劳恩火箭团队成员。

## 生平
1939年至1945年，供职于佩内明德从事二战期间的V-2火箭制造。二战结束后，他与其他科学家被美国逮捕，并随后带往美国，被纳入回形针行动，抵达德州布利斯堡定居，帮助美国陆军从事科研。1946年，他被美国陆军送往白沙导弹试验场并测试V-2火箭并成功。
他们悄悄地在德克萨斯州的布利斯堡定居，帮助陆军从白沙靶场发射改造的V-2火箭(有一枚意外地飞过边界进入墨西哥一块墓地旁的小山。)当火箭和导弹研制工作于1950年搬迁到亨茨维尔陆军红石兵工厂之后，这些德国人也随之迁来。5年后，他们成为美国公民。1960年，NASA的马歇尔空间飞行中心在红石兵工厂开业，冯·布劳恩任第一任主任。
1950年，火箭和导弹工程迁往亨茨维尔陆军红石兵工厂，他也随后迁居。1960年，马歇尔太空飞行中心在红石兵工厂建立，他改为美国宇航局效力。他担任大量项目的工程质量主管，包括登月行动中的土星5号运载火箭。这个小组仍然以沃纳·冯·布劳恩担任主任，格劳称其主要任务是分配信息和职责给其他科学家，工作压力也远比白沙导弹试验场时期要减少很多、亨茨维尔的环境也更像德国。

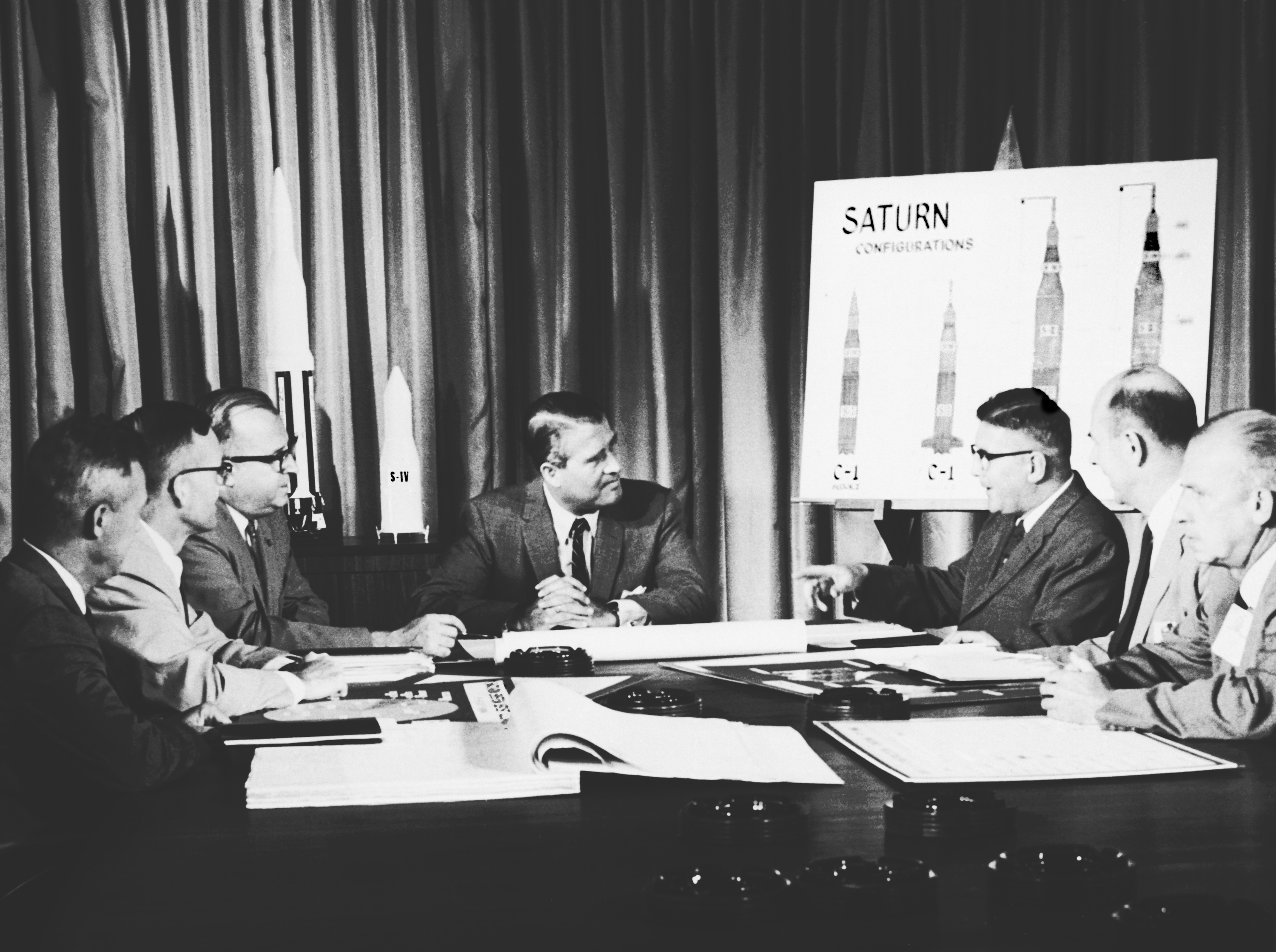
1961年，沃纳·冯·布劳恩火箭团队，格劳位于中央右侧，当时正讨论土星火箭系列

在那里，他们继续改进红石导弹，使之更强、飞行半径更远。和布劳恩一样，格劳随后改为效力于美国宇航局，并开始专研于土星1号运载火箭和土星5号运载火箭。对于这段经历，格劳回忆道：
|  | 我们拥有丰富的太空经验。我们从没有过如此美妙的合作去完成一件事业。看看我们都完成了什么？我们并不知道事情的结果是什么。我们承担了大量的风险来到这里（美国）。我们从未想过能够停留这么久。我为能够拥有这样充实的人生而感到幸运，并经常回忆到它们。 |

2014年12月17日，格劳死于阿拉巴马州亨茨维尔，享年101岁。